# 揚州學派
揚州學派，清初乾嘉學派的重要分支。
揚州學派起於揚州，淵源自顧炎武，盛於乾隆中葉，接承吳派、皖派，表現在形聲訓詁之學、典章制度之學，兼及金石、銘文、戲曲、諺謠等。张舜徽《清代揚州學記》提到：“無吳、皖之專精，則清學不能盛；無揚州之通學，則清學不能大。”如汪中、焦循等人，在乾嘉時期即已有“通儒”之譽。
揚州學者在其學術表現方面，是屬於「博通」的代表學派，其治學方向亦屬多元，如淩廷堪專精於《三禮》，王懋竑、朱澤澐專精於朱子學，劉文淇專精《左傳》，劉寶楠專精於《論語》。其中，劉文淇以積四十年之功撰寫《左傳舊注疏證》，僅及“長編”即遽然長逝。其子劉毓崧繼之，亦未就而卒；其孫劉壽曾再繼志之，僅撰至“襄公四年”又抱憾而逝。使得孫詒讓感觸說：“發憤千秋大業，虧於一簣。”

## 代表人物

### 高郵
1. 王念孫：著有《廣雅疏證》、《讀書雜志》等。
2. 王引之：著有《經義述聞》、《經傳釋詞》、《周秦、春秋名字解詁》、《太歲考》等。

### 江都
1. 汪中
2. 汪喜孫
3. 黃承吉（1771-1824）：原籍安徽歙縣。著有《經說》、《讀周官記》、《讀毛詩記》等。
4. 淩廷堪（1757─1809）：原籍安徽歙縣。著有《禮經釋例》。
5. 凌曙（1775-1829）：著有《四書典故覈》、《董子春秋繁露注》、《春秋公羊禮疏》、《春秋公羊禮說》、《春秋公羊問答》、《儀禮禮服通釋》、《禮論略鈔》等書。

### 甘泉
1. 江藩
2. 焦循（1763─1820 ）：著有《雕菰樓易學三書》、《群經補疏》、《孟子正義》等。
3. 焦廷琥

### 儀徵
1. 阮元（1764－1849）：組織編纂《經籍纂詁》、匯校《十三經注疏》等。
2. 劉文淇：著有《春秋左氏傳舊疏考證》。
3. 劉毓崧：劉文淇長子，續寫《春秋左氏傳舊疏考證》一書，未竟書而卒。另有《周易、尚書、毛詩、禮記舊疏考正》四卷、《經傳通義》等書。
4. 劉壽曾：劉毓崧長子，續寫《春秋左氏傳舊疏考證》一書，未竟書而卒。

### 興化
1. 任大椿
2. 劉熙載（1813-1881）：著有《藝概》一書。

### 寶應
1. 劉台拱（1751-1805）：著有《論語駢枝》、《經傳小記》、《論語補注》等書。
2. 王懋竑（1668—1741）：著有《朱子年譜》。
3. 朱澤澐
4. 朱光進：朱澤澐之子，少承家學，著《讀禮偶鈔》。
5. 朱彬：著有《經傳考證》、《禮記訓纂》。
6. 劉寶楠
7. 劉寶樹
8. 劉恭冕（1824-1883）
9. 成蓉鏡（1816-1883）：著有《春秋世族譜拾遺》、《鄭志考證》、《釋名補證》等。
10. 劉嶽雲
11. 劉師培